# Фундатура (Делешти)
Фундатура (рум. Fundătura) насеље је у Румунији у округу Васлуј у општини Делешти. Oпштина се налази на надморској висини од 208 m.

## Становништво
Према подацима из 2002. године у насељу је живело 532 становника, од којих су сви румунске националности.